# Bryter Layter
Bryter Layter — другий студійний альбом англійського фолк-співака і автора-виконавця пісень Ніка Дрейка. Записаний у 1970 році і випущений 5 березня 1971 року лейблом Island Records, він став останнім альбомом Ніка Дрейка за участю музикантів, оскільки на наступному, останньому студійному альбомі Pink Moon, Дрейк виконував усі пісні сольно.

## Зміст і запис
Як і Five Leaves Left, альбом не містить пісень без акомпанування: Дрейку допомагали в записі частина британського фолк-рок гурту Fairport Convention та Джон Кейл з The Velvet Underground, а також сесійні музиканти Beach Boys Майк Ковальські та Ед Картер. Аранжувальник Роберт Кірбі каже, що Дрейк хотів, щоб інструментальні партії нагадували Pet Sounds. Спочатку реліз альбому був запланований на листопад 1970 року, промо-копії були розіслані у Великобританії, але через незадоволення обкладинкою альбом затримали до Нового року.

## Відгуки критиків
Сучасні рецензії були переважно позитивними. Джеррі Гілберт з Sounds назвав альбом «чудовим» і сказав: «Самі по собі пісні Ніка Дрейка не є особливо сильними, але Нік завжди був послідовним, якщо не сказати інтровертним виконавцем, а коли його помістити в казан, який приготував для нього Джо Бойд, то все починає кипіти». Гілберт похвалив «чудові аранжування» Роберта Кірбі і сказав, що пісні «потребують часу, щоб донести їх до слухача, за допомогою прекрасного бекграунду, який отримує кожен трек». Лон Годдард з Record Mirror також був вражений гітарною технікою Дрейка і аранжуваннями Кірбі: «Нік не найкращий співак у світі, але він написав фантастичні номери, які чудово підходять для струнних. Безумовно, один з найкрасивіших (і це важливо!) і найбільш вражаючих альбомів, які я чув … Щасливий, сумний, дуже зворушливий.» Disc and Music Echo писали, що Дрейк «співає свої дуже особисті пісні дивним, глибоким вазеліновим голосом, який, ймовірно, більше підходить для співу, супроводжуваний часом дійсно фанковим акомпанементом», і назвали запис «надзвичайно хорошим здоровенним фолк-альбомом». Однак Ендрю Мінс з Melody Maker описав альбом як «музику для пізньої нічної кави та спілкування» і сказав: «Це складний альбом, щодо якого важко прийти до якогось певного висновку», заявивши, що реакція залежить від настрою слухача і що «всі 10 треків дуже схожі — тихі, ніжні і розслаблюючі».
Mojo назвав альбом «безумовно, найбільш відшліфованим з його каталогу». Alternative Press назвав його «[одним] з найкрасивіших і наймеланхолійніших альбомів, коли-небудь записаних».
У своїй книзі Never a Dull Moment: 1971 — The Year That Rock Exploded Девід Хепворт описав пісню «At the Chime of a City Clock» як «ідеальний саундтрек для роздачі чашки чаю в полістирольному стаканчику, поєднуючи звук і зображення таким чином, що я не знав, чи дивлюся я рекламний ролик, чи насправді перебуваю в ньому».

## Спадщина
У 2000 році журнал Q помістив Bryter Layter на 23 місце у своєму списку 100 Найкращих Британських Альбомів, а у списку найкращих альбомів 70-х років за версією NME він посів 14 місце.
Альбом потрапив на 306 сходинку у третьому виданні Коліна Ларкіна 1000 найкращих альбомів усіх часів (2000).
У 2003 році альбом посів 245 місце у списку 500 найкращих альбомів усіх часів за версією журналу Rolling Stone.
Гітара, яку Дрейк тримає на обкладинці альбому, належить Ніку Лейрду-Клоузу з гурту The Dream Academy, чия пісня «Life in a Northern Town» була написана як елегія Дрейку.

## У популярній культурі
- Обкладинка північноамериканської версії альбому Akuma no Uta 2003 року японського метал-гурту Boris віддає данину поваги Bryter Layter.
- Пісня «Fly» прозвучала у фільмі Веса Андерсона 2001 року Родина Тененбаумів.[23]
- Пісня «One of These Things First» увійшла до саундтреку до фільму Garden State, який отримав нагороду Ґреммі, і був підібраний Заком Браффом.[24] Пісня також була використана у фільмі Сім душ 2008 року з Віллом Смітом у головній ролі.[25]
- Пісня «Northern Sky» з'явилася у фільмі 2001 року Інтуїція, часто звучить у Це — ми на каналі NBC, а також була обрана як трек Сью Перкінс у програмі Desert Island Discs на BBC Radio 4.[26]
- Альбом займає чільне місце в романі шотландської письменниці Алі Сміт Summer 2020 року, коли героїня Грейс чує, як Bryter Layter («гарненька флейта, дуже в стилі 1970-х») грає на касетному апараті в церкві, що призводить до розмови про Ніка Дрейка з теслею.

## Трек-лист
Автор музики і слів Нік Дрейк. 
| Сторона 1 | Сторона 1                      | Сторона 1  |
| #         | Назва                          | Тривалість |
| --------- | ------------------------------ | ---------- |
| 1.        | «Introduction»                 | 1:33       |
| 2.        | «Hazey Jane II»                | 3:46       |
| 3.        | «At the Chime of a City Clock» | 4:47       |
| 4.        | «One of These Things First»    | 4:52       |
| 5.        | «Hazey Jane I»                 | 4:31       |

| Сторона 2 | Сторона 2       | Сторона 2  |
| #         | Назва           | Тривалість |
| --------- | --------------- | ---------- |
| 6.        | «Bryter Layter» | 3:24       |
| 7.        | «Fly»           | 3:00       |
| 8.        | «Poor Boy»      | 6:09       |
| 9.        | «Northern Sky»  | 3:47       |
| 10.       | «Sunday»        | 3:42       |

## Персоналії
- Нік Дрейк — вокал (2–5, 7–9); акустична гітара; електрогітара (8)

Додаткові музиканти
- Дейв Пегг — бас (1–3, 5–10)
- Дейв Меттекс — барабани (1, 2, 5, 6, 10)
- Роберт Кірбі — аранжування струнних (1, 3, 5, 10); аранжування духових (2)
- Річард Томпсон — електрогітара (2)
- Рей Ворлі – саксофон-альт (3, 8); flute (10)
- Пол Гарріс — піаніно (4)
- Ед Картер — бас (4)
- Майк Ковальські — барабани (3, 4, 8, 9)
- Лін Добсон — флейта (5, 6)
- Джон Кейл — альт, клавесин (7); челеста, піаніно, орган (9)
- Кріс Мак-Грегор — піаніно (8)
- Пет Арнольд — бек-вокал (8)
- Доріс Трой — бек-вокал (8)

Продакшн
- Джо Бойд — продюсування
- Джон Вуд — інженер
- Найджел Ваймут — дизайн рукава платівки і фронтальна фотографія обкладинки
- Кіт Морріс — задня фотографія обкладинки